# Bellavilliers
Bellavilliers är en kommun i departementet Orne i regionen Normandie i nordvästra Frankrike. Kommunen ligger i kantonen Pervenchères som tillhör arrondissementet Mortagne-au-Perche. År 2022 hade Bellavilliers 135 invånare.

## Befolkningsutveckling
Antalet invånare i kommunen Bellavilliers
| Referens: INSEE |